# Coprinellus bipellis
Coprinellus bipellis är en svampart som först beskrevs av Henri Romagnesi, och fick sitt nu gällande namn av P. Roux, Guy Garcia & Borgarino 2006. Coprinellus bipellis ingår i släktet Coprinellus och familjen Psathyrellaceae.   Inga underarter finns listade i Catalogue of Life.
I den svenska databasen Dyntaxa används istället namnet Coprinus bipellis för samma taxon.  Arten har ej påträffats i Sverige.